# Auf der Jagd (polka)

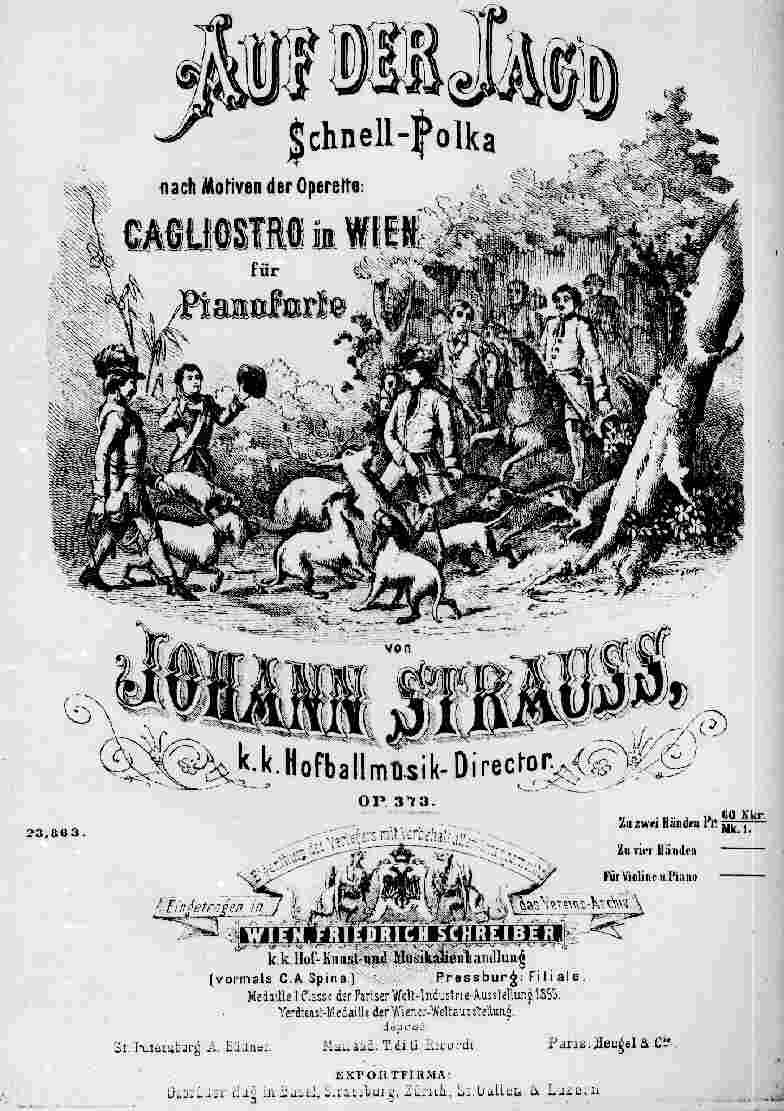
Klaverutdragets framsida.

Auf der Jagd, op. 373, är en Schnellpolka av Johann Strauss den yngre. Den framfördes första gången sommaren eller hösten 1875.

## Historia
Efter den stora framgången med sin tredje operett Läderlappen fick Johann Strauss rådet från vänner och journalister att nästa gång välja ett ämne som utspelades i hemstaden Wien. Librettisterna Camillo Walzel och Richard Genée utgick från en påstådd händelse som ägde rum i Wien 1783 vid 100-årsfirandet av stadens befrielse från turkarna: den italienske äventyraren och ockultisten Alessandro Cagliostro besökte Wien och duperade hela staden med sina bedrägliga tricks. Men det goda samarbetet mellan text och musik, som hade varit så påtaglig i Läderlappen, saknades nu helt. Premiären av Cagliostro in Wien, som ägde rum på Theater an der Wien den 27 februari 1875, blev visserligen en stor framgång men operetten framfördes endast 56 gånger. 
Handlingen i operetten utspelas bara i Wien och ingenstans i librettot nämns något om en jakt. I polkan Auf der Jagd tänkte Strauss ut ett helt nytt scenario genom att utöka musiken med hornstötar och pistolskott för att efterlikna en jaktscen. Huvudtemat i polkan är taget från en duett i akt II mellan Lorenza och Fodor (Nr. 10), "Es lacht mir der liebe Glück", och från Fodors entrésång i akt I (Nr. 4), medan trio-delens första melodi återfinns i slutet av finalen till akt II. Trio-delens andra tema återfinns inte i klaverutdraget och togs antagligen bort före premiären av operetten.
Det första framförandet av polkan ägde rum på sommaren eller hösten 1875. 

## Om polkan
Speltiden är ca 2 minuter och 16 sekunder plus minus några sekunder beroende på dirigentens musikaliska tolkning.
Polkan var ett av sex verk där Strauss återanvände musik från operetten Cagliostro in Wien:
- Cagliostro-Quadrille, Kadrilj, Opus 369
- Cagliostro-Walzer, Vals, Opus 370
- Hoch Österreich!, Marsch, Opus 371
- Bitte schön!, Polka-francaise, Opus 372
- Auf der Jagd, Polka-Schnell, Opus 373
- Licht und Schatten, Polkamazurka, Opus 374